# Distretto di Wedjah
Il distretto di Wedjah è un distretto della Liberia facente parte della contea di Sinoe.